# Comisión de Asuntos Económicos y Monetarios
La Comisión de Asuntos Económicos y Monetarios (por sus siglas en inglés: ECON) es un comité del Parlamento Europeo.
Desde la Unión Económica y Monetaria (UEM), la función más importante de este comité ha sido en relación con el Banco Central Europeo (BCE). Aunque la independencia es garantizada por el Tratado, el BCE es responsable de sus acciones a la ECON. Cada tres meses, el presidente del BCE, o de vez en cuando su adjunto, comparece ante la Comisión para informar sobre la política monetaria, tanto en las acciones tomadas como las perspectivas futuras y responde a las preguntas de los diputados. Estos procedimientos se transmiten por televisión, un acta literal aparece inmediatamente en el Parlamento y sitios web de la ECON.